# Віллемейн Бос
Віллемейн Бос (нід. Willemijn Bos, нар. 2 травня 1988) — нідерландська хокеїстка на траві, срібна призерка Олімпійських ігор 2016 року.

## Виступи на Олімпіадах
| Олімпіада           | Дисципліна     | Місце |
| ------------------- | -------------- | ----- |
| Ріо-де-Жанейро 2016 | хокей на траві | 2     |

## Зовнішні посилання
- Віллемейн Бос — олімпійська статистика на сайті Sports-Reference.com (англ.) (архівна версія)